# Kopalnia Węgla Kamiennego Powstańców Śląskich
Kopalnia Węgla Kamiennego Powstańców Śląskich – kopalnia węgla kamiennego, w Bytomiu, w województwie śląskim.

## Historia
Utworzona 1 stycznia 1975 w wyniku połączenia obszarów eksploatacyjnych kopalń: „Bytom” i „Radzionków”.
Od 1924 r. do 1980 r. wyeksploatowano pokłady węgla z zawałem stropu o łącznej grubości 32,5 metra, co przełożyło się na całkowite obniżenie powierzchni terenu o 19 metrów . 31 grudnia 1996 zakończono eksploatację Ruchu II czyli dawnej kopalni „Radzionków”. W 1999 r. KWK Powstańców Śląskich - Bytom I została postawiona w stan likwidacji z jednoczesnym włączeniem części obszaru górniczego do Zakładu Górniczego Bytom I. W 2001 r. zakończono wydobycie i rozpoczęto likwidację zakładu przez Bytomską Spółkę Restrukturyzacji Kopalń. Centralny Zakład Odwadniania Kopalń w Czeladzi prowadzi odwadnianie z poz. 500 i poz. 650 m zlikwidowanego zakładu górniczego w celu zabezpieczenia sąsiednich kopalń przed zagrożeniem wodnym. Eksploatacja resztkowa obejmowała pokład 620 .

### Wznowienie wydobycia w 2011 r.

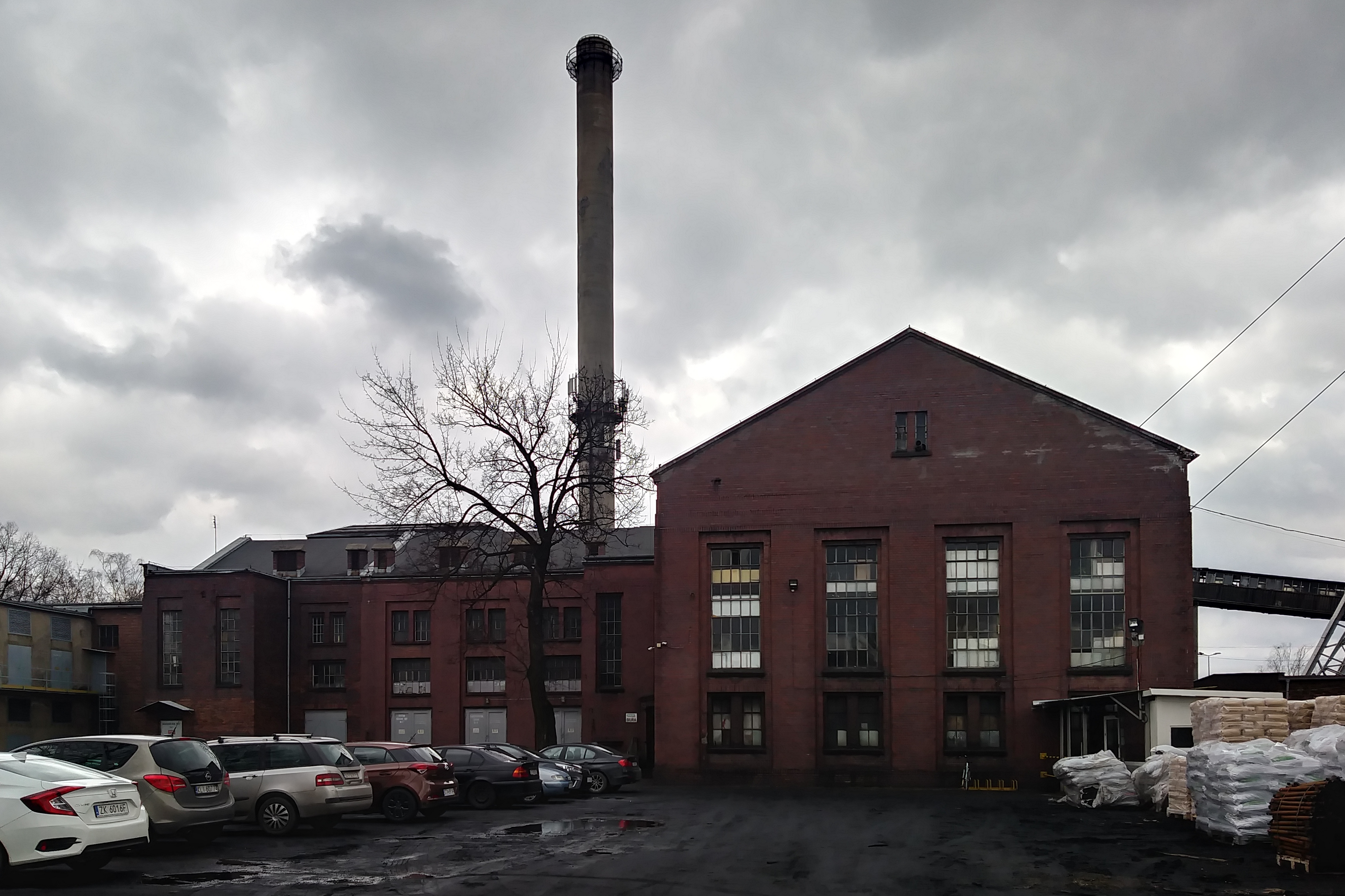
Zabudowania kopalni przy szybie Kopernik (2019)

Prace w części zachodniej KWK Powstańców Śląskich-Bytom 1 za pomocą kombajnów chodnikowych wznowiła Ekoplus Sp. z o.o. z Sosnowca w 2011 r.. Roboty te spółka określiła jako prace przygotowawcze do wydobycia w pokładzie 510 około 650 metrów pod ziemią. W styczniu 2011 r. w kopalni pracowało 138 osób. W listopadzie 2015 r. na terenach po wyburzonej części zabudowań kopalnianych otwarto Strefę Aktywności Inwestycyjnej. Rok wcześniej tereny te włączono do Katowickiej Specjalnej Strefy Ekonomicznej. W ramach utworzenia strefy aktywności, uzbrojono teren oraz wybudowano drogi dojazdowe. Zakład górniczy Ekoplus eksploatuje złoże Bytom I–1, w rejonie Bytomia m.in. pod autostradą A1 oraz pod linią kolejową łączącą stacje Bytom i Tarnowskie Góry na głębokości od 460 do 600 m. W 2018 r. pracowano w pokładzie 510.